# Gopprechts (Gemeinde Litschau)
Gopprechts (früher auch Gottbrechts) ist eine Ortschaft und eine Katastralgemeinde der Gemeinde Litschau im Bezirk Gmünd in Niederösterreich mit 151 Einwohnern (Stand 1. Jänner 2025).

## Geografie
Die Rotte liegt nahe dem Reißbach und wird vom Wielingsbach durchflossen. Die Landesstraße L62 führt am Ort vorbei und die L8192 mündet hier ein. Zur Ortschaft gehören weiters die Lagen Gopprechtshäuser, Thaureshaus und Wielingshaus. Am 1. April 2020 umfasste die Ortschaft 99 Adressen.

## Siedlungsentwicklung
Zum Jahreswechsel 1979/1980 befanden sich in der Katastralgemeinde Gopprechts insgesamt 81 Bauflächen mit 35.181 m² und 48 Gärten auf 12.230 m², 1989/1990 waren es 109 Bauflächen. 1999/2000 war die Zahl der Bauflächen auf 280 angewachsen und 2009/2010 waren es 124 Gebäude auf 274 Bauflächen.

## Geschichte
Die gleich bestifteten Einwohner bauten auf den durchwegs guten Böden überwiegend Korn, Hafer und Erdäpfel an. Von besonderer Bedeutung war aber der Anbau von Flachs, dessen Verarbeitung die wichtigste Einnahmensquelle darstellte. Im Jahr 1822 wurde der Ort als Dorf mit 36 Häusern genannt, das nach Brand eingepfarrt war und die Kinder im Ort eingeschult wurden. Die Herrschaft Heidenreichstein besaß die Ortsobrigkeit, übte die Landgerichtsbarkeit aus und besorgte die Konskription. Die Untertanen und Grundholde des Ortes gehörten der Herrschaft und der Pfarre Heidenreichstein.
Laut Adressbuch von Österreich waren im Jahr 1938 in der Ortsgemeinde Gopprechts drei Gastwirte, zwei Gemischtwarenhändler, ein Müller, ein Schmied, ein Schneider und eine Schneiderin, zwei Viehhändler und einige Landwirte ansässig. Im Zuge der Niederösterreichischen Kommunalstrukturverbesserung trat die damalige Ortsgemeinde Gopprechts per 1. Jänner 1969 der Stadtgemeinde Litschau bei.

## Landwirtschaft
Die Katastralgemeinde ist landwirtschaftlich geprägt. 294 Hektar wurden zum Jahreswechsel 1979/1980 landwirtschaftlich genutzt und 201 Hektar waren forstwirtschaftlich geführte Waldflächen. 1999/2000 wurde auf 260 Hektar Landwirtschaft betrieben und 218 Hektar waren als forstwirtschaftlich genutzte Flächen ausgewiesen. Ende 2018 waren 242 Hektar als landwirtschaftliche Flächen genutzt und Forstwirtschaft wurde auf 219 Hektar betrieben. Die durchschnittliche Bodenklimazahl von Gopprechts beträgt 18 (Stand 2010).

## Verkehr
In Gopprechts befindet sich eine Station der Waldviertler Schmalspurbahnen.